# Mastigodryas
Mastigodryas es un género de serpientes de la familia Colubridae y subfamilia Colubrinae. El nombre proviene de las raíces griegas μάστιξ (mastix), "látigo", y Δρῠᾰ́ς (dryas), "ninfa de la madera". Incluye 14 especies que se distribuyen por América Central y el norte de Sudamérica.  

## Especies
Se reconocen las siguientes especies:
- Mastigodryas alternatus (Bocourt, 1884)
- Mastigodryas amarali (Stuart, 1938)
- Mastigodryas bifossatus (Raddi, 1820)
- Mastigodryas boddaerti (Sentzen, 1796)
- Mastigodryas bruesi (Barbour, 1914)
- Mastigodryas cliftoni (Hardy, 1964)
- Mastigodryas danieli Amaral, 1935
- Mastigodryas dorsalis (Bocourt, 1890)
- Mastigodryas heathii (Cope, 1876)
- Mastigodryas melanolomus (Cope, 1868)
- Mastigodryas moratoi Montingelli & Zaher, 2011
- Mastigodryas pleii (Duméril, Bibron & Duméril, 1854)
- Mastigodryas pulchriceps (Cope, 1868)
- Mastigodryas reticulatus (Peters, 1863)